# Colby Stevenson
Colby Stevenson (født 3. oktober 1997) er en amerikansk freestyle skiløber. Han vandt sølv i Big Air til Vinter-OL i Beijing i 2022.